# Балка Кабаняча
Балка Кабаняча (рос. Б. Кабанячья) — балка (річка) в Україні у Первомайському районі Харківської області. Ліва притока річки Оріль (басейн Чорного моря).

## Опис
Довжина балки приблизно 8,48 км, найкоротша відстань між витоком і гирлом — 7,88 км, коефіцієнт звивистості річки — 1,08 . Формується декількома балками та загатами.

## Розташування
Бере початок на північно-західній околиці села Кіптівка. Тече переважно на південний захід через село Миронівку й біля села Яковлівка впадає в річку Оріль, ліву притоку Дніпра.

## Цікаві факти
- У минулому столітті на балці були декілька газових свердловин та 1 газгольдер[3].